# الفجالة
الفجالة هي شياخة ومنطقة في القاهرة، وتعد المركز الأول لتجارة الكتب والأوراق الكتابية ليست في العاصمة المصرية فحسب بل وفي مصر.

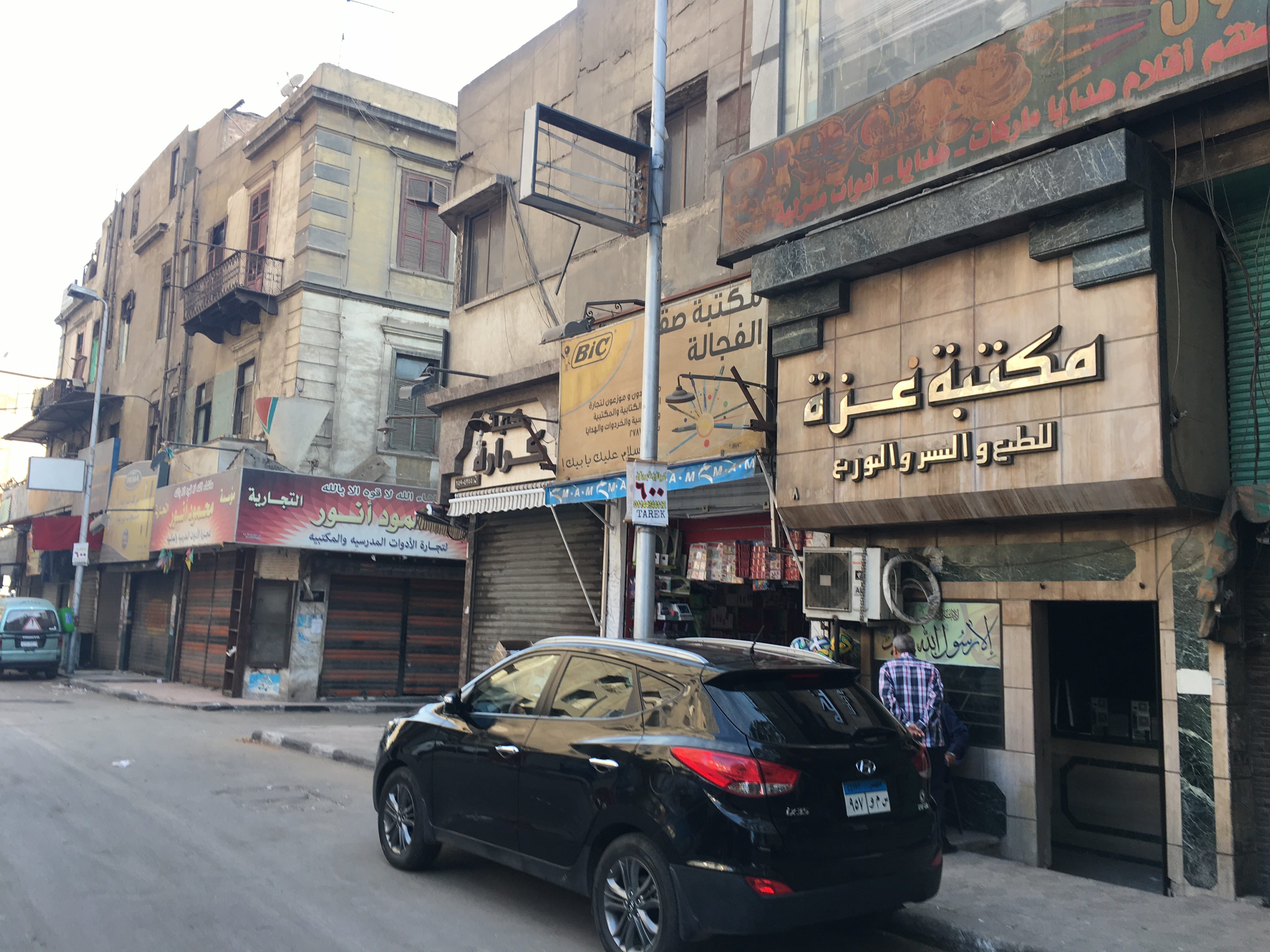

## نبذة
- شارع الفجالة يبدأ من ميدان رمسيس ويمتد فيما تعرف بمنطقة الفجالة
- أحد أسباب المؤدية من وإلى ميدان رمسيس.
- يقصده تجار التجزئة وكذلك من يرغب أن يشتري بالقطعة على حد سواء.
- يشهد زحاما لا يوصف في شهري سبتمبر مع بداية العام الدراسي وفي فبراير مع انتهاء إجازة نصف العام
- يضم العديد من دور النشر القديمة
- يضم العديد من المكتبات الشهيرة والعريقة في مصر
- يوم الأحد على النقيض من بقية الأسبوع يصبح الشارع والمنطقة واحة تنعم بالهدوء بسبب إجازة المحال والمكتبات في الشارع.

و تضم عدد كبير من الكنائس الكبيرة والمشهورة منها كنيسة العذراء
وبعض المدارس الخاصة واللغات مثل مدرسة اليوسفية للروم الكاثوليك
- وكان سكانها قديما في الأغلبية أرمن
- ويتسم سكان حي الفجالة بالتسامح سواء مسلمين أو مسحيين
- يوجد بها كنيسة رابطة دير القدس

تعتبر الفجالة حاليا أيضا مركز لمحلات السيراميك وتعتبر أيضا مركز لكل الشركات في هذا المجال والأدوات الصحية بكل مستلزماتها وتتشعب تلك المحلات والمخازن الخاصة بها حتى في الشوارع الجانبية
و بشكل عام تعتبر الفجالة أشهر شارع تجاري في مصر يأتي اليه جميع التجار وأولياء الأمور من كل المحافظات ليحصلوا على الأدوات المكتبية ولست وقوائم المدرسة و الورق و الكتب الخارجية بأرخص الأسعار، ويحتوي على مئات التجار وقد دخلت التجارة الإلكترونية إلى تلك المنطقة عن طريق موقع الفجالة الذي يضم كل الموردين والمكتبات ويتيح للجمهور الشراء عبر الإنترنت والدفع عند الاستلام أو عن طريق وسائل الدفع الالكترونية، وهو يعتبر منصة إلكترونية تمثل صناعة الأدوات والخدمات المكتبية في منطقة الفجالة بالتعاون مع التجار والمستوردين بهذة المنطقة بوسط العاصمة.